# .kw
.kwは国別コードトップレベルドメイン（ccTLD）の一つで、クウェートに割り当てられている。

## 第二レベルドメイン
登録は、以下の第二レベルドメインの下に行われる。
- edu.kw: 教育・研究機関
- com.kw: 商業機関または個人
- net.kw: 商業機関または個人
- org.kw: 非営利組織
- gov.kw: 政府機関